# Commission de politique extérieure
En Suisse, la Commission de politique extérieure (CPE ; en allemand : Kommission für Rechtsfragen, RK ; en italien : Commissione della politica estera, CPE ; en romanche : Cumissiun per scienzia, educaziun e culturad, CSEC ; en anglais : Foreign Affairs Committee, FAC) est une commission parlementaire fédérale qui traite des affaires concernant les relations internationales et la diplomatie.

## Description
Il existe deux commissions de politique extérieure, une par chambre de l'Assemblée fédérale : la Commission de politique extérieure du Conseil national (CPE-N), qui compte 25 membres, et la Commission de politique extérieure du Conseil des États (CPE), qui en compte 13.
Les CPE sont des commissions thématiques (ou commissions législatives) permanentes. Elles existent sous cette forme depuis 1991, mais faisaient partie des commissions permanentes depuis très longtemps.

## Attributions
Les CPE traitent en particulier des relations avec d'autres États et organisations internationales ou régionales, notamment l'Union européenne (des délégations spécifiques traitent des relations avec l'AELE, l'OSCE et l'OTAN), de l'aide et la coopération au développement, de l'aide humanitaire, de la politique de neutralité et du libre-échange.